# Umbriska
Umbriska var ett forntida språk som talades av umbrerna i Umbrien i Italien. Det tillhörde den sabelliska (oskisk-umbriska) gruppen bland de italiska språken.
Språket är främst känt från Tabulae Iguvinae (Iguvium = nutidens Gubbio), sju bronsplattor med anteckningar om ceremonier och bestämmelser för präster. Dessa är skrivna med det fornitaliska alfabetet.
Ordet umbriska kan också syfta på en nutida dialekt av italienska i dagens Umbrien.